# Prime Minister & I
Prime Minister and I (hangul: 총리와 나; rr: Chongriwa Na) é uma série de televisão sul-coreana, estrelada por Lee Beom-soo, Lim Yoon-a, Yoon Shi-yoon, Chae Jung-an e Ryu Jin. Foi ao ar pela KBS2 a partir de 9 de dezembro de 2013 a 4 de fevereiro de 2014 às segundas e terças-feiras às 22:00 com um total 17 episódios.

## Enredo
Aos 42 anos de idade, Kwon Yul (Lee Beom-soo) é o mais jovem primeiro-ministro da Coreia do Sul. Em cima de sua reputação de ser um homem honesto da maior integridade, ele também é um viúvo que cria seus três filhos sozinho. Mas o que o público não sabe é que, apesar de sua imagem perfeita, Yul é realmente um pai desprovido de até mesmo o mais básico de competência parental. Nam Da-jung (Im Yoona) é um jornalista que recorre à escrita para um tablóide trashy para apoiar seu pai doente, mas quando ela persegue o primeiro-ministro Kwon para uma exposição lucrativa, ela acaba pegando muito mais do que ela esperava e os dois acabam em um casamento contratual.

## Elenco

### Elenco principal
- Lee Beom-soo como Kwon Yul[5]

Kwon Yul, 42 anos, é o mais jovem primeiro-ministro da Coréia. Yul é um viúvo que perdeu a esposa em um acidente de carro há sete anos e agora está criando seus três filhos sozinho. Ele tem uma reputação de ser um homem honesto com alta integridade, mas em casa, Yul tem um relacionamento conturbado com seus filhos. Ele é um líder de renome mundial, mas ao mesmo tempo, ele não pode sequer cozinhar um prato de macarrão.
- Lim Yoon-a como Nam Da-jung[7][8][9][10]

Nam Da-jung é uma repórter de 28 anos de idade. É responsável por cobrir escândalos de romance. À primeira vista, ela parece ser uma mulher muito inteligente, mas ela é realmente muito desajeitada, constantemente cometendo erros e envergonhando a si mesma. Certa vez, ela sonhava em se tornar uma romancista como Jane Austen, no entanto, em uma sociedade onde não se pode ganhar dinheiro com "arte e cultura", tornando-se um autor é um sonho distante para ela. No final, ela acaba usando sua escrita e habilidades de edição, bem como o seu olho de fotógrafo para se tornar uma repórter do Scandal News. Por causa do Alzheimer de seu pai ele vive em uma casa de repouso, e ela tem que trabalhar incansavelmente para apoiá-lo. Ela segue Kwon Yul dia e noite em uma tentativa de marcar uma exclusiva.
- Yoon Shi-yoon como Kang In-ho[11]

Kang In-ho, 32 anos, é o chefe de gabinete no escritório do primeiro-ministro. Ele fala pelo menos quatro outros idiomas além de sua língua nativa, o coreano - esses idiomas incluem Chinês, Japonês, Inglês e Espanhol -. Desde a primeira vez que ele conheceu Nam Da-jung, interessou-se por ela. No entanto, quando ela começou a importunar Kwon Yul para que se casassem, In-ho começou a ver Da-jung como mais uma mulher que quer se aproximar do primeiro-ministro, e a despreza muito. Mais tarde, quando ele descobre a razão por trás das ações de Da-jung, ele lamenta o mal-entendido. Decidindo que não quer ter mais arrependimentos na vida, fica ainda mais apaixonado por ela. Ele só quer provar a Da-jung que, quando ele disse que iria protegê-la, ele realmente quis dizer isso.
- Chae Jung-an como Seo Hye-joo[12]

Seo Hye-joo, 35 anos, foi hubae de Kwon Yul na universidade e é o funcionário mais próximo a ele. Mais calma do que ninguém, ela é uma mulher decidida e inteligente, mas uma tola quando se trata de amor. Na faculdade, ela se apaixonou por Yul à primeira vista, mas nunca revelou sua afeição por ele. Ela continuou a esconder seus sentimentos por eles trabalharem juntos, e está satisfeita com apenas ser capaz de ficar sempre ao lado de Yul. Até que um dia, Nam Da-jung aparece em suas vidas e se coloca em um caminho que Hye-joo nunca cruzou. Isso a leva a louca.
- Ryu Jin como Park Joon-ki

Park Joon-ki, 42 anos, ministro de Estratégia e Finanças, é o adversário na política de Kwon Yul e seu irmão-de-lei. Ele é um homem cheio de confiança e ambição, e está atualmente em um casamento político com Na Yoon-hee. Ele trabalha duro para a sua carreira, e aguarda a sua hora de brilhar. Durante seus anos de universidade, ele e Yul eram muito bons amigos, mas a amizade terminou quando ele descobriu que seu primeiro amor, Seo Hye-joo, estava apaixonado por Yul. Ele assumiu que a morte de sua irmã Na-young, foi devido ao cansaço causado por seu marido, e, portanto, não pode perdoar Yul. Sua única ambição é vencer Kwon Yul em todos os campos.

### Coadjuvantes
- Choi Soo-han como Kwon Woo-ri

Kwon Woo-ri, 15 anos, é o filho mais velho de Yul Kwon. Woo-ri está em seu primeiro ano do ensino médio.
- Jeon Min-seo como Kwon Na-ra

Kwon Na-ra, 12 anos, é o segundo filho e filha única de Kwon Yul. Na-ra é uma aluna da sexta série do ensino médio.
- Lee Do-hyun como Kwon Man-se

Kwon Man-se, 7 anos, é o filho mais novo de Kwon Yul. Man-se recentemente começou a escola primária como um aluno da primeira série.
- Jeon Won-joo como Na Young-soon

- Lee Young-beom como Shim Sung-il

- Lee Han-wi como Nam Yoo-sik, o pai de Da-jung que está sofrendo de Alzheimer.

- Choi Deok-moon como Go Dal-pyo

- Lee Min-ho como Park Hee-chul, o ajudante de Da-jung

- Min Sung-wook como Byun Woo-chul

- Yoon Hae-young como Na Yoon-hee

- Jung Ae-yeon como Park Na-young, a esposa de Kwon Yul.

- Kim Ji-wan como Kang Soo-ho

- Jang Hee-woong como Bae In-kwon

- Song Min-hyung como Kim Tae-man

- Kim Jong-soo como Gong Taek-soo

- Hong Sung-sook como Jang Eun-hye

- Lee Yong-yi como Lee Dal-ja

- Ko Joo-yeon como Roori

- Han Young-je como o guarda-costas de Kwon Yul

- Lee Deok-hwa como o pai de Na Yoon-hee (participação, ep 6)

- Kim Joonmyun como Han Tae-woong (participação, ep 10-12)[13]

- Oh Man-seok como gangster (participação, ep 12)

## Trilha sonora
Noh Young-shim foi o diretor musical e compositor da música tema da série. "Footsteps", a primeira faixa a ser visualizado na série, no final do seu terceiro episódio, foi composta e arranjada por Kim Jung-bae com os vocais de Taemin da boyband Shinee. Um representante da empresa de produção de teatro disse que a canção "complementa a queda de neve do inverno" e está "preparado para fazer o drama mais quente."

## Classificações
Na tabela abaixo, os números azuis representam as menores qualificações e os números vermelhos representam as mais altas classificações.
| Episódio # | Data de transmissão original | Audiência média | Audiência média              | Audiência média | Audiência média              |
| Episódio # | Data de transmissão original | TNmS Ratings    | TNmS Ratings                 | AGB Nielsen     | AGB Nielsen                  |
| Episódio # | Data de transmissão original | Em todo o país  | Região Metropolitana de Seul | Em todo o país  | Região Metropolitana de Seul |
| ---------- | ---------------------------- | --------------- | ---------------------------- | --------------- | ---------------------------- |
| 1          | 9 de dezembro de 2013        | 5.4%            | 5.8%                         | 5.9%            | 5.4%                         |
| 2          | 10 de dezembro 2013          | 5.0%            | 5.9%                         | 5.4%            | 5.0%                         |
| 3          | 16 de dezembro 2013          | 5.5%            | 6.1%                         | 7.3%            | 7.4%                         |
| 4          | 17 de dezembro 2013          | 5.8%            | 6.4%                         | 6.5%            | 7.0%                         |
| 5          | 23 de dezembro 2013          | 6.0%            | 6.1%                         | 5.9%            | 5.5%                         |
| 6          | 24 de dezembro 2013          | 5.5%            | 5.9%                         | 5.7%            | 5.4%                         |
| 7          | 30 de dezembro 2013          | 8.0%            | 8.6%                         | 8.9%            | 10.0%                        |
| 8          | 6 de janeiro de 2014         | 6.0%            | 6.1%                         | 7.3%            | 8.3%                         |
| 9          | 7 de janeiro de 2014         | 7.3%            | 8.3%                         | 7.3%            | 8.0%                         |
| 10         | 13 de janeiro de 2014        | 6.7%            | 7.0%                         | 6.9%            | 7.1%                         |
| 11         | 14 de janeiro de 2014        | 6.6%            | 7.3%                         | 6.5%            | 6.7%                         |
| 12         | 20 de janeiro de 2014        | 6.2%            | 6.5%                         | 6.1%            | 6.2%                         |
| 13         | 21 de janeiro de 2014        | 5.5%            | 5.6%                         | 6.0%            | 6.3%                         |
| 14         | 27 de janeiro de 2014        | 5.8%            | 6.7%                         | 5.5%            | 6.3%                         |
| 15         | 28 de janeiro de 2014        | 5.8%            | 6.1%                         | 6.1%            | 6.3%                         |
| 16         | 3 de fevereiro de 2014       | 5.7%            | 5.8%                         | 4.9%            | 5.6%                         |
| 17         | 4 de fevereiro de 2014       | 5.9%            | 6.3%                         | 6.1%            | 6.1%                         |
| Média      | Média                        | 6.0%            | 6.5%                         | 6.3%            | 6.6%                         |

## Prêmios e indicações
| Ano  | Prêmio               | Categoria                                 | Beneficiário            | Resulto  |
| ---- | -------------------- | ----------------------------------------- | ----------------------- | -------- |
| 2013 | KBS Drama Awards     | Prêmio de Excelência, Ator em Minissérie  | Lee Beom-soo            | Indicado |
| 2013 | KBS Drama Awards     | Prêmio de Excelência, Atriz em Minissérie | Im Yoona                | Venceu   |
| 2013 | KBS Drama Awards     | Prêmio de Melhor Casal                    | Lee Beom-soo e Im Yoona | Venceu   |
| 2013 | KBS Drama Awards     | Netizen Award                             | Im Yoona                | Indicado |
| 2014 | Baeksang Arts Awards | Atriz Mais Popular (TV)                   | Im Yoona                | Pendente |